# ISS Reschetnjow

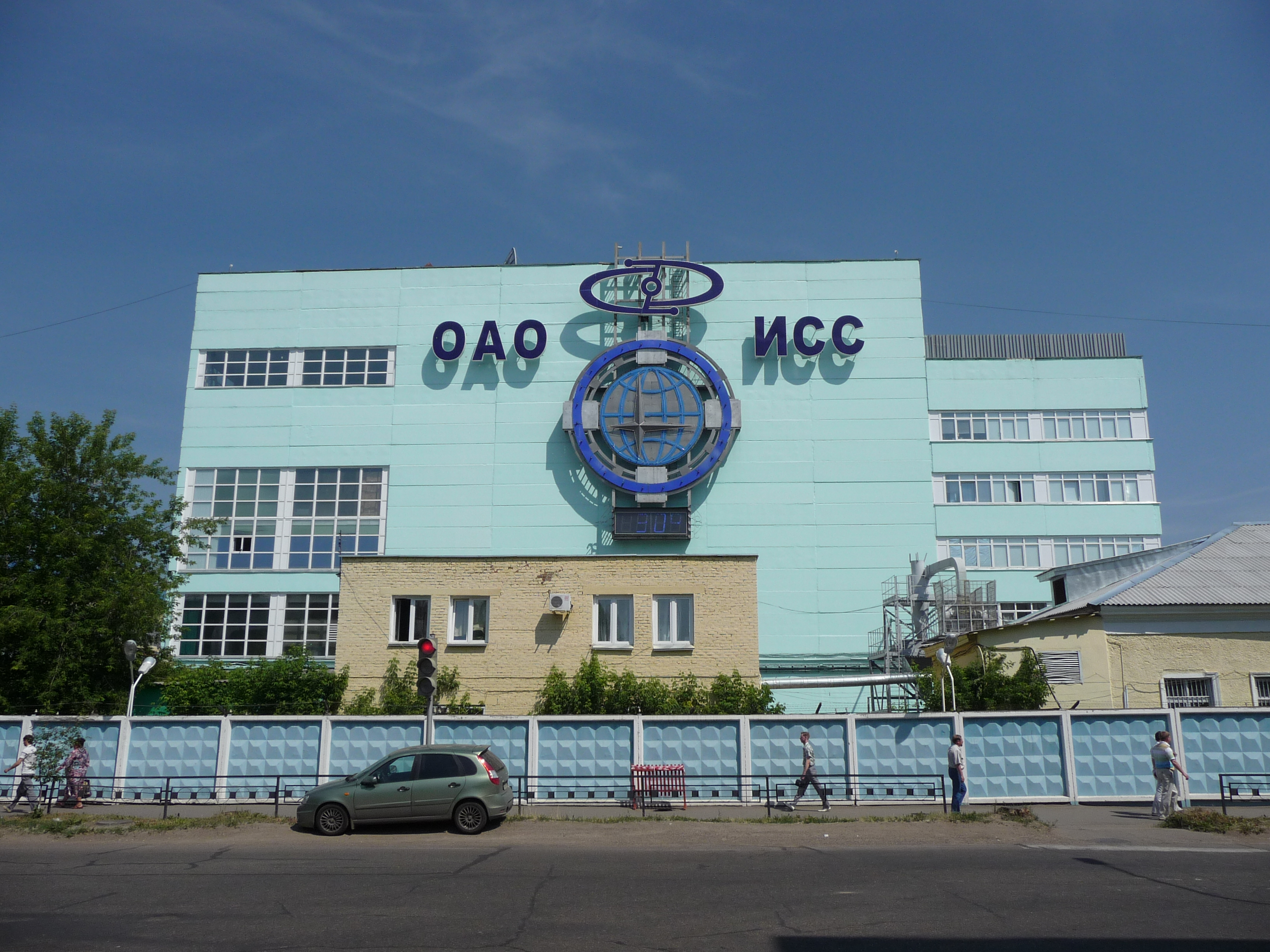
Gebäude der ISS

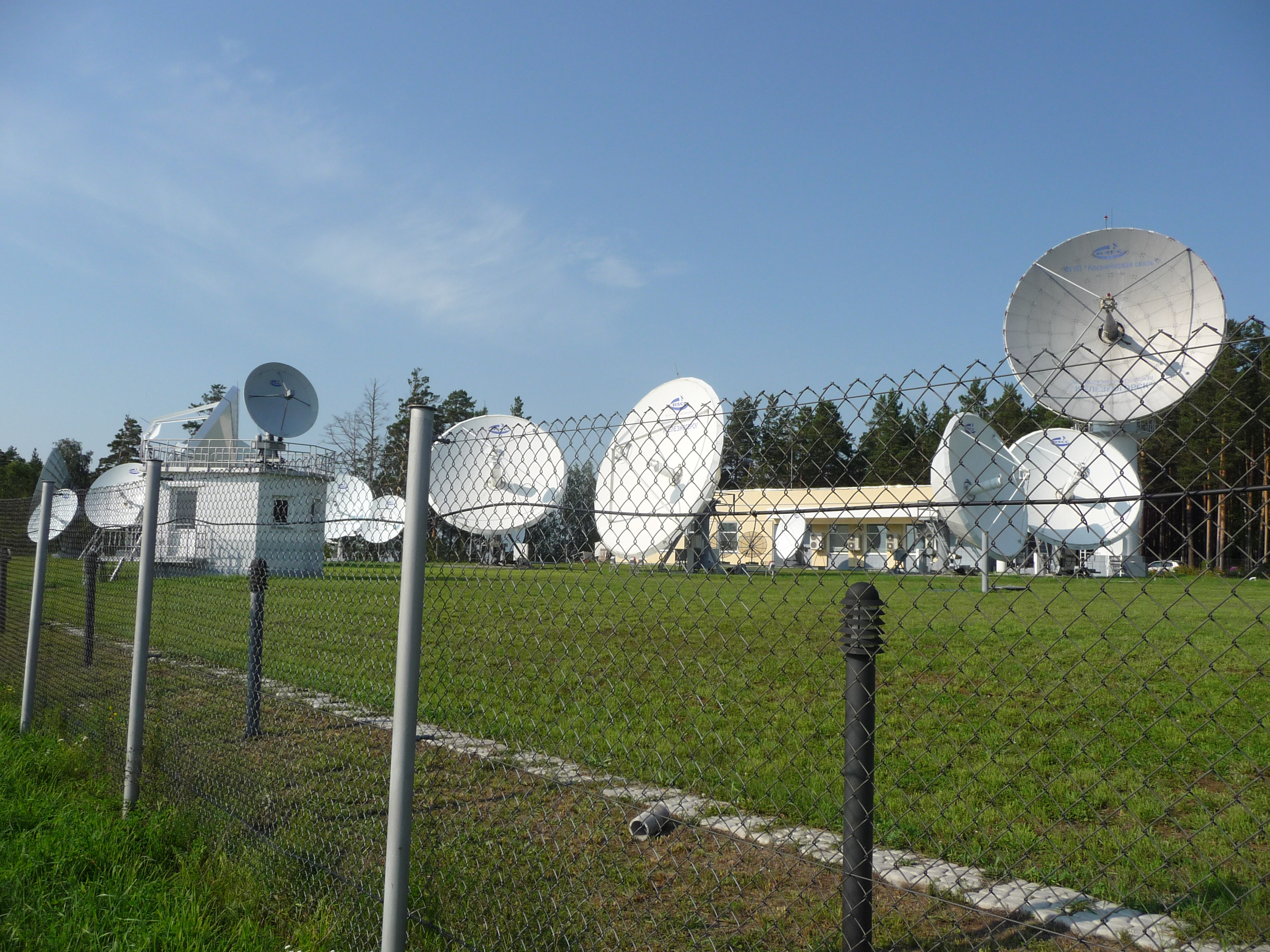
Erdfunkstelle der ISS

Die ISS Reschetnjow (alternative Schreibweise ISS Reshetnev, russisch ОАО «Информационные спутниковые системы» имени академика М. Ф. Решетнёва) ist ein ursprünglich sowjetisches und heute russisches Unternehmen in Schelesnogorsk (Krasnojarsk), das Satelliten herstellt.

## Geschichte
Das Unternehmen wurde 1959 als Zweigwerk 2 von Sergei Koroljows Experimental-Konstruktionsbüro OKB-1 (heute RKK Energija) gegründet. Als Standort wurde eine Geschlossene Stadt in der Nähe von Krasnojarsk gewählt, die die Tarnbezeichnung Krasnojarsk-26 erhielt. Erster Chefkonstrukteur wurde Michail Reschetnjow, und wie üblich wurde auch hier der Name des Leiters für das gesamte Werk verwendet.
Am 18. Dezember 1961 wurde die bisherige OKB-1-Niederlassung unter der Bezeichnung OKB-10 eigenes Konstruktionsbüro. Die ersten Entwicklungen waren die Rakete Kosmos 3 und militärische Kommunikationssatelliten vom Typ Strela. Der Jungfernflug der Kosmos 3 mit drei Strela-Satelliten erfolgte am 18. August 1964 von Baikonur aus.
Am 6. März 1966 wurde OKB-10 umbenannt in NPO Prikladnoj Mechaniki (wissenschaftliche-produzierende Vereinigung für Technische Mechanik), oft als NPO PM abgekürzt.
In den folgenden Jahren wurden viele verschiedene Satellitentypen entwickelt, unter anderem:
- Molnija, Kommunikations- und Fernsehsatelliten in elliptischem Orbit
- Sfera, Erdvermessungssatelliten
- Raduga, Gorisont, geostationäre Kommunikationssatelliten
- GLONASS, Navigationssatelliten
- Gals, Express kommerzielle Kommunikationssatelliten, die von der Bodenstation auf dem NPO-PM-Gelände gesteuert wurden.
- SESAT, erster Satellit für einen ausländischen Kunden (Eutelsat)

Am 23. Oktober 1997 wurde NPO PM offiziell nach dem Gründer und ersten Leiter Reschetnjow benannt. 
Das Werk hat über 1200 Satelliten gefertigt.

## Aktuell
ISS Reshetnev hat etwa 8500 Mitarbeiter, Chefkonstrukteur und Generaldirektor ist Nikolai Testojedow.